# Валтер Самуел
Валтер Самуел (на испански: Walter Adrián Lujan Samuel), роден на 23 март 1978 г. в Санта Фе е бивш аржентински футболен защитник.

## Кариера
Самуел започва своята професионална кариера в клуба на Нюелс Олд Бойс през 1996 г., като година по-късно преминава в редиците на аржентинския гранд Бока Хуниорс, където играе следващите 3 сезона. През 2000 г. е закупен от италианския Рома за сумата от €19.8 милиона. В италианското първенство, Валтер се утвърждава, като един от най-добрите защитници и привлича интереса на испанския колос Реал Мадрид. През 2004 г. кралския клуб плаща сумата от €25 милиона, за да притежава правата на Валтер Самуел. Той, обаче провежда най-слабия си сезон и не успява да покаже качествата си в испанското първенство и през август 2005 г. отново се връща в Италия, този път с черно-синята фланелка на ФК Интер. Там в защитата на Интер, Валтер си партнира с Марко Матераци и Иван Кордоба. След контузия на Матераци, Самуел се утвърждава като неизменен титуляр и първи избор за централен защитник.

## Отличия
- Шампион на Аржентина: 2

Бока Хуниорс: 1998, 1999
- Шампион на Италия: 5

Рома: 2000-01
Интер: 2005-06, 2006-07, 2007-08, 2008-09
- Купа на Италия: 1

Интер: 2006
- Суперкупа на Италия: 4

Рома: 2001
Интер: 2005, 2006, 2008
- Копа Либертадорес: 1

Бока Хуниорс: 2000
- Световен шампион по футбол до 20 години: 1

Аржентина: 1997 г.